# Palais de la Porte Dorée

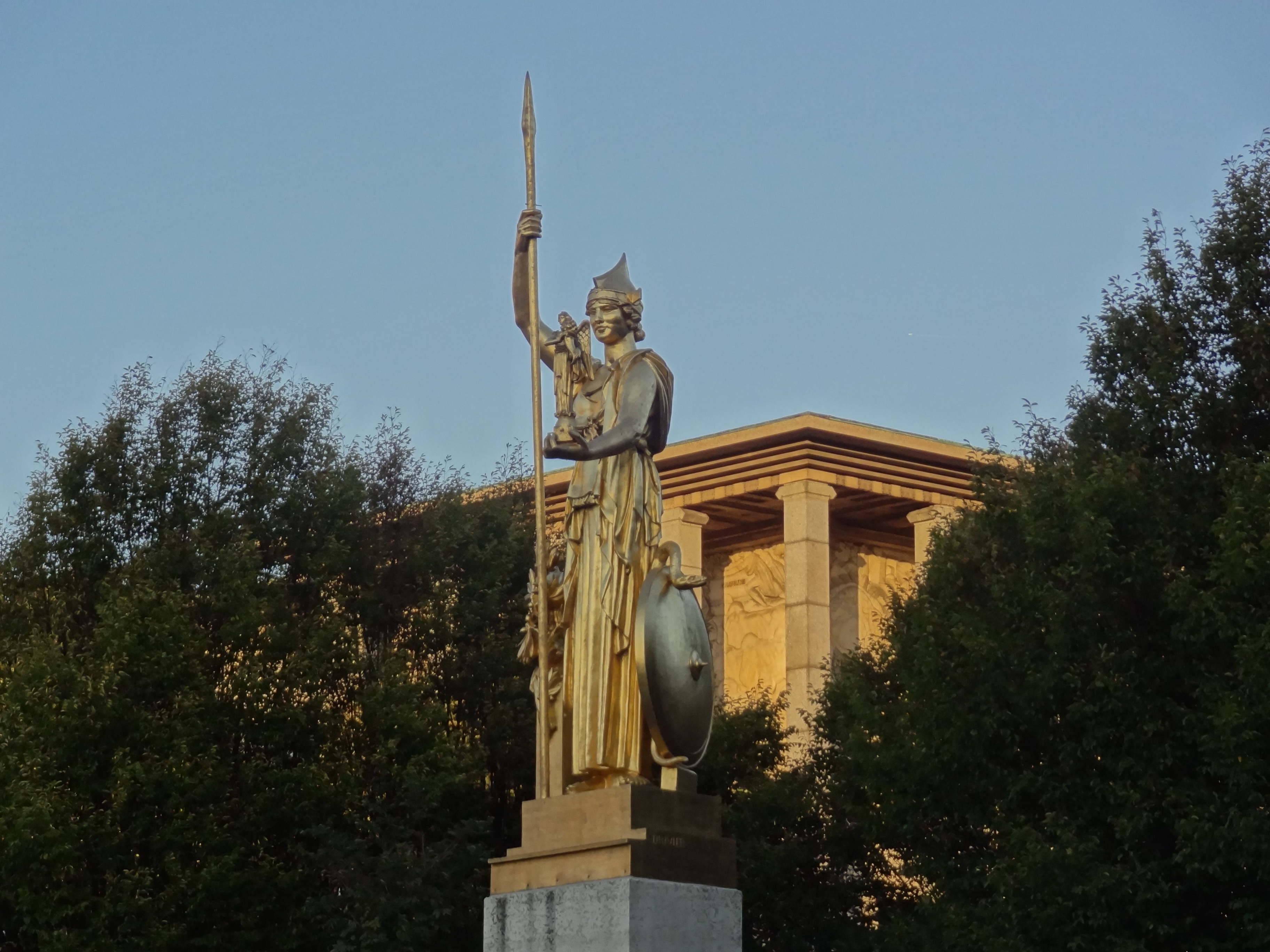
Paříž, Palais de la Porte Dorée

Palais de la Porte Dorée (česky Palác Zlatá brána) je muzejní výstavní budova v Paříži. Nachází se na Avenue Daumesnil č. 293 ve 12. obvodu. Od roku 2007 zde sídlí Národní centrum dějin imigrace (Cité nationale de l'histoire de l'immigration). Budova je od roku 1987 chráněná jako historická památka.

## Historie
Budova byla postavena během 18 měsíců pro Mezinárodní koloniální výstavu v roce 1931. Po jejím skončení zde bylo umístěno stálé muzeum kolonií Musée des Colonies, v roce 1935 přejmenované na Musée de la France d'outre-mer, v roce 1960 změněné na Musée des Arts africains et océaniens a roku 1990 na Musée national des Arts d'Afrique et d'Océanie. Poté bylo muzeum v lednu 2003 uzavřeno a jeho sbírky převzalo Musée du quai Branly.
Dne 10. října 2007 bylo v paláci otevřeno Cité nationale de l'histoire de l'immigration.

## Architektura
Budovu projektoval francouzský architekt Albert Laprade (1883-1987) pod vlivem art deco a hnutí Arts & Crafts Johna Ruskina. Jeho spolupracovníky byli architekti Léon Jaussely (1875-1932) a Léon Bazin (1900-1976). Vnější dekoraci vytvořil sochař Alfred Janniot (1889-1969) a vnitřní výzdobu malíři Ducos de la Haille (1889-1972), Louis Bouquet (1885-1952), André Lemaître (1909-1995), Ivanna Lemaître a Jean Dupas (1882-1964).
Stavba o rozloze 16 000 m2 je inspirována jak klasickou architekturou, která se projevuje v jejím symetrickém průčelí, tak moderně pojatým horizontálním osvětlením. Fasádu zdobí basreliéf o rozloze 1100 m2, který vytvořil Alfred Janniot. Představuje bohatství francouzských kolonií. Zobrazuje velké námořní přístavy a letiště v Africe, na Madagaskaru, na Antikách, v Asii a Oceánii.
Centrální sál navrhl Albert Laprade a obsahuje freska|fresku o rozloze 600 m2, kterou vytvořil Pierre-Henri Ducos de La Haille.
Dva oválné sály jsou inspirovány africkým a asijským uměním a symbolizují intelektuální a uměcký přínos Afriky a Asie evropské civilizaci. Asijský sál vyzdobili André a Ivanna Lemaître. Africký sál je vyzdoben freskami Louise Bouqueta.
V paláci se rovněž nachází tropické akvárium. Představuje významnou sbírku tropických sladkovodních i mořských ryb, želv, kajmanů a krokodýlů.